# Jonas Siegenthaler
Jonas Siegenthaler, född 6 maj 1997, är en schweizisk professionell ishockeyback som spelar för NHL-laget New Jersey Devils.
Han har tidigare spelat på NHL-nivå för Washington Capitals och på lägre nivåer för Hershey Bears i AHL, ZSC Lions i NLA och GCK Lions i NLB.
Siegenthaler draftades i andra rundan i 2015 års draft av Washington Capitals som 57:e spelare totalt.

## Statistik
| 2013–2014  | ZSC Lions           | NLA        | 6   | 0 | 0  | 0  | 2  | —  | — | — | — | —  |
|            | GCK Lions           | NLB        | 40  | 2 | 6  | 8  | 24 | —  | — | — | — | —  |
| 2014–2015  | ZSC Lions           | NLA        | 41  | 0 | 3  | 3  | 39 | 18 | 0 | 2 | 2 | 4  |
|            | GCK Lions           | NLB        | 10  | 1 | 7  | 8  | 10 | —  | — | — | — | —  |
| 2015–2016  | ZSC Lions           | NLA        | 40  | 3 | 5  | 8  | 28 | 4  | 0 | 0 | 0 | 2  |
|            | Hershey Bears       | AHL        | 6   | 0 | 1  | 1  | 8  | —  | — | — | — | —  |
| 2016–2017  | ZSC Lions           | NLA        | 28  | 1 | 6  | 7  | 16 | 6  | 0 | 0 | 0 | 8  |
|            | Hershey Bears       | AHL        | 7   | 0 | 0  | 0  | 2  | 5  | 0 | 0 | 0 | 2  |
| 2017–2018  | Hershey Bears       | AHL        | 75  | 6 | 6  | 12 | 61 | —  | — | — | — | —  |
| 2018–2019  | Washington Capitals | NHL        | 1   | 0 | 0  | 0  | 0  | —  | — | — | — | —  |
|            | Hershey Bears       | AHL        | 14  | 0 | 2  | 2  | 14 | —  | — | — | — | —  |
| NHL totalt | NHL totalt          | NHL totalt | 1   | 0 | 0  | 0  | 0  | —  | — | — | — | —  |
| AHL totalt | AHL totalt          | AHL totalt | 102 | 6 | 9  | 15 | 85 | 5  | 0 | 0 | 0 | 2  |
| NLA totalt | NLA totalt          | NLA totalt | 115 | 4 | 14 | 18 | 85 | 28 | 0 | 2 | 2 | 14 |
| NLB totalt | NLB totalt          | NLB totalt | 50  | 3 | 13 | 16 | 34 | —  | — | — | — | —  |

### Internationellt
| Källa: Uppdaterad: 2018-11-10 | Källa: Uppdaterad: 2018-11-10 | Källa: Uppdaterad: 2018-11-10 |         | Utv = Utvisningsminuter | Utv = Utvisningsminuter | Utv = Utvisningsminuter | Utv = Utvisningsminuter | Utv = Utvisningsminuter |
| År                            | Lag                           | Mästerskap                    | Matcher | Mål                     | Assists                 | Poäng                   | Utv                     |                         |
| ----------------------------- | ----------------------------- | ----------------------------- | ------- | ----------------------- | ----------------------- | ----------------------- | ----------------------- | ----------------------- |
| 2013                          | Schweiz                       | U18-VM                        | 5       | 0                       | 0                       | 0                       | 8                       |                         |
| 2013                          | Schweiz                       | Ivan Hlinka                   | 4       | 0                       | 0                       | 0                       | 2                       |                         |
| 2014                          | Schweiz                       | U18-VM                        | 5       | 0                       | 1                       | 1                       | 2                       |                         |
| 2015                          | Schweiz                       | U18-VM                        | 7       | 0                       | 4                       | 4                       | 20                      |                         |
| 2015                          | Schweiz                       | JVM                           | 6       | 0                       | 1                       | 1                       | 8                       |                         |
| 2016                          | Schweiz                       | JVM                           | 6       | 0                       | 1                       | 1                       | 6                       |                         |
| 2017                          | Schweiz                       | JVM                           | 5       | 1                       | 5                       | 6                       | 2                       |                         |
| Junior totalt                 | Junior totalt                 | Junior totalt                 | 38      | 1                       | 12                      | 13                      | 48                      |                         |